# Japan-Tag

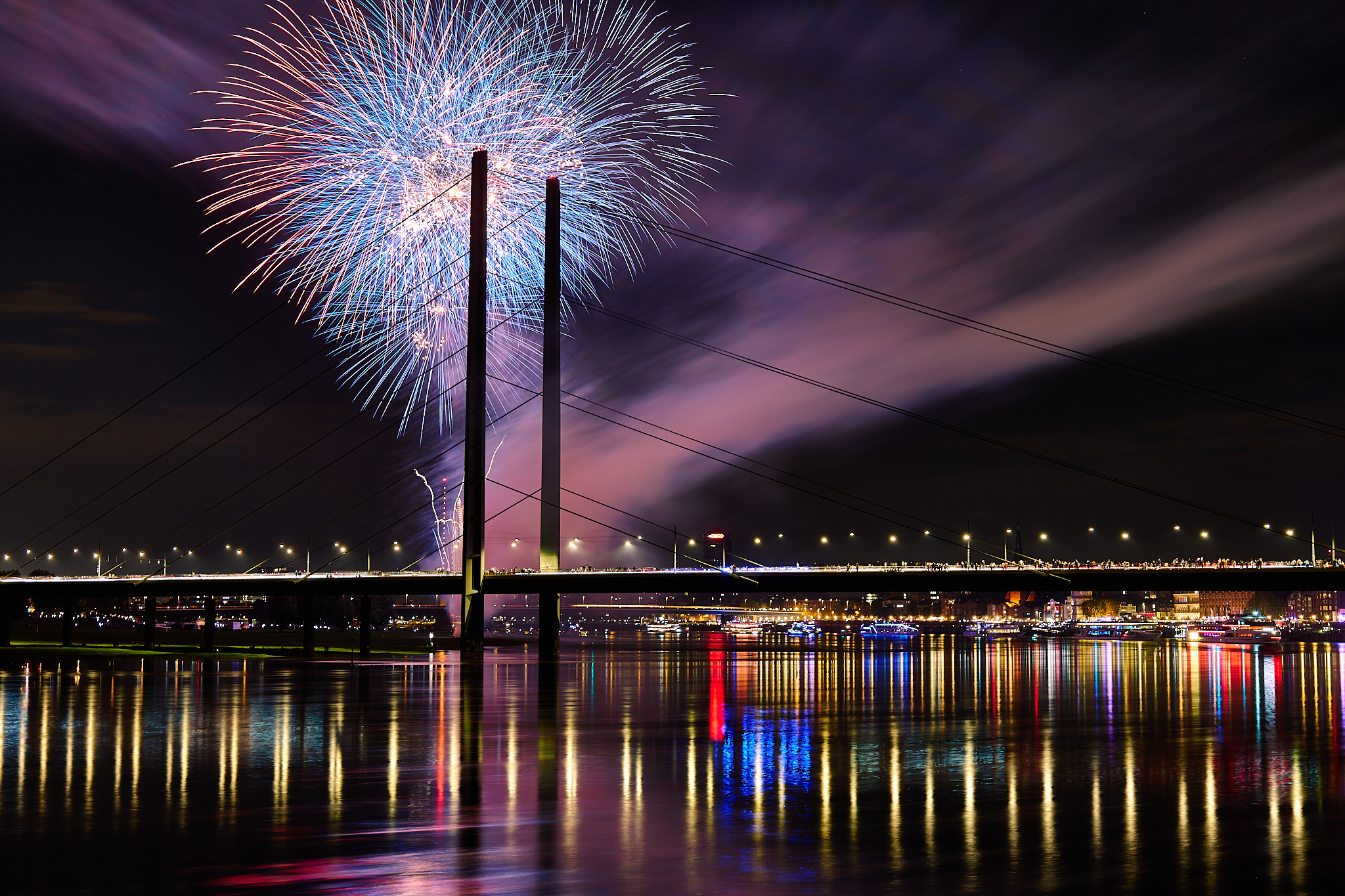
Feuerwerk beim Japan-Tag 2023

Der Japan-Tag Düsseldorf/NRW, auch Japantag (japanisch 日本デー Nihon-day), ist ein deutsch-japanisches Begegnungsfest, das seit 2002 jährlich im Mai oder Juni am Düsseldorfer Rheinufer gefeiert wird und regelmäßig mehr als eine halbe Million Besucher anzieht. Das Kulturfest ist auch ein wichtiges Cosplay-Treffen und endet traditionell mit einem Feuerwerk.

## Geschichte und Besucherzahlen
Diese Tradition ist eine Fortsetzung der populären Japan-Wochen 1983 und 1993 sowie des Japan-Jahres 1999/2000.
Der Japan-Tag in Düsseldorf fand zum ersten Mal im Jahr 2002 statt, zusammen mit einem Wirtschaftstag Japan. Seither wird er einmal jährlich zusammen mit der Präfektur Chiba als Gemeindepartnerschaft veranstaltet. Im Jahr 2006 musste das Fest wegen einer Unwetterwarnung abgesagt werden. 2011 sollte der Japan-Tag am 28. Mai stattfinden, wurde aber von den Veranstaltern aufgrund des Tōhoku-Erdbebens und der Auswirkungen des Tsunamis im März 2011 auf den 15. Oktober verschoben. 
Die Angaben zu Besucherzahlen gehen weit auseinander. Während die deutschen Medien nach dem 2016er-Event mit geschätzten 750.000 Menschen von einem neuen Besucherrekord sprachen, vermeldeten die Veranstalter im Jahr 2007 bereits „wieder 1 Million Besucher“. Zunehmend bestimmten die Cosplayer das Bild, die teils in langen Menschenketten, ihre Free Hugs, die kostenlosen Umarmungen, anboten.
Der für den 16. Mai 2020 geplante Japan-Tag 2020 wurde aufgrund der COVID-19-Pandemie abgesagt. Auch im Jahr 2021 wurde beschlossen den Japan-Tag in Präsenz pandemiebedingt ausfallen zu lassen und durch ein breitgefächertes Onlineangebot zu ersetzen.
- Der 19. Japan-Tag fand am 21. Mai 2022 statt.[7]
- Der 20. Japan-Tag am 13. Mai 2023 hatte nach Veranstalterangaben geschätzt 650.000 Besuchern, 50.000 mehr als im Vorjahr.[8]
- Der 21. Japan-Tag am 1. Juni 2024 fand mit etwa 630.000 Besuchern statt.[9][10]
- Zum Japan-Tag am 24. Mai 2025 kamen, wohl wegen des Regens, lediglich 380.000 Menschen.[11] Der Tag wurde erstmals um eine vorhergehende „Japan-Woche“ mit vielen Veranstaltungen und Aktivitäten ergänzt.[12] Sie sollten neue Zielgruppen erreichen und Düsseldorf als internationalen Standort profilieren.[13]

## Programmpunkte
Zu den Standardveranstaltungen jedes Japan-Tags gehört ein Bühnen- und Sportprogramm, das von japanischen Instrumentalisten, Chören, J-Pop- und J-Rock-Künstlern und Kampfsportlern gestaltet wird. Umfassend ergänzt werden die Veranstaltungen durch Infoangebote zu spezifisch japanischen Themen wie Einführungen in Schrift und Sprache des Landes, Kimono-Anprobe, Budō-Kampfsportarten und eine Einführung in die Tradition des Sake.

Ein spezielles Highlight bildet das Samurai-Heerlager auf den Rheinwiesen, in dem möglichst historisch korrekt das militärische und auch zivile Leben des früheren feudalen Japans dargestellt wird; so werden originalgetreue Rüstungen, Waffen und die Nutzung von Falken vorgeführt.

Cosplay
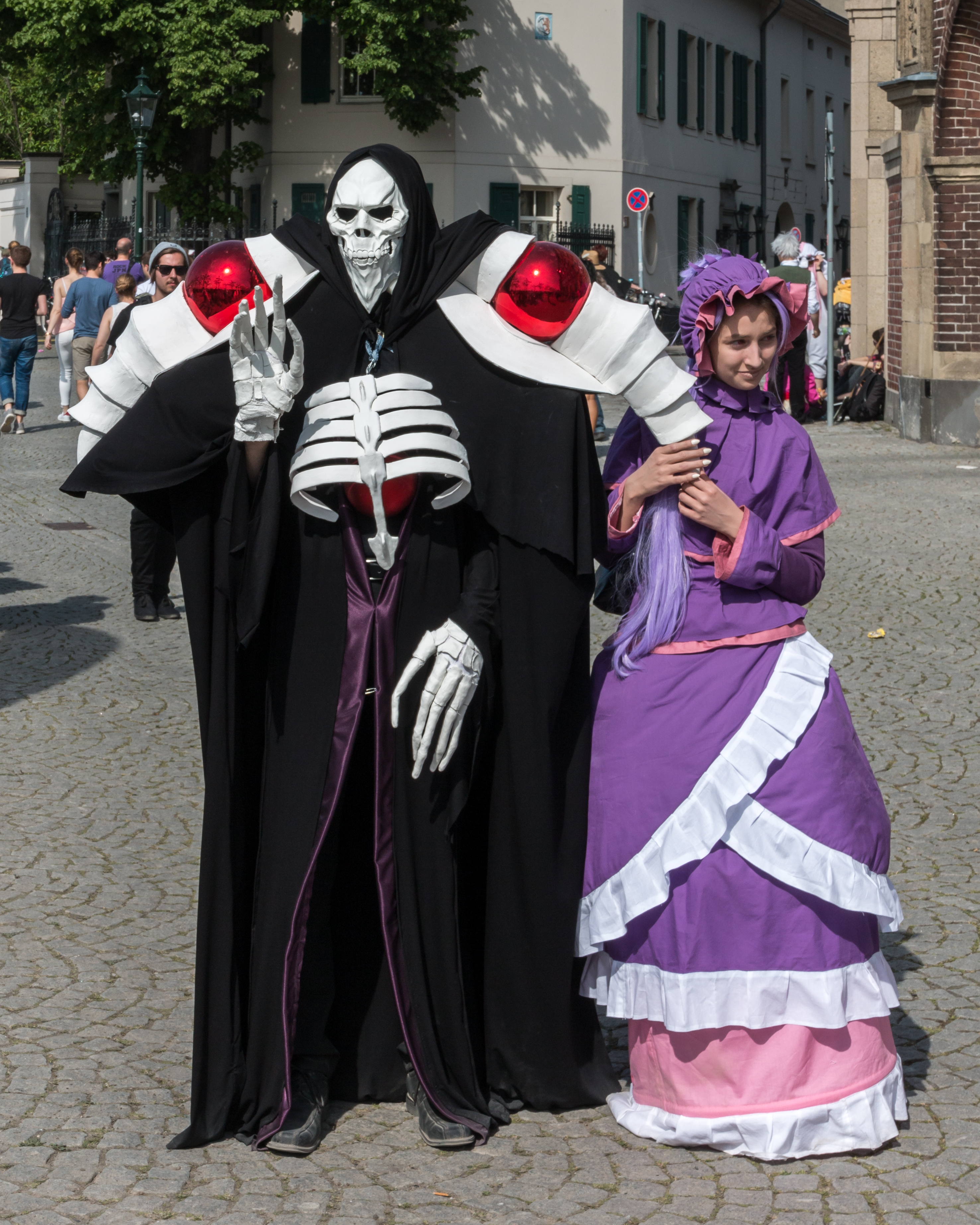
„Ainz Ooal Gown“ und „Shalltear“ aus „Overlord“ (2016)
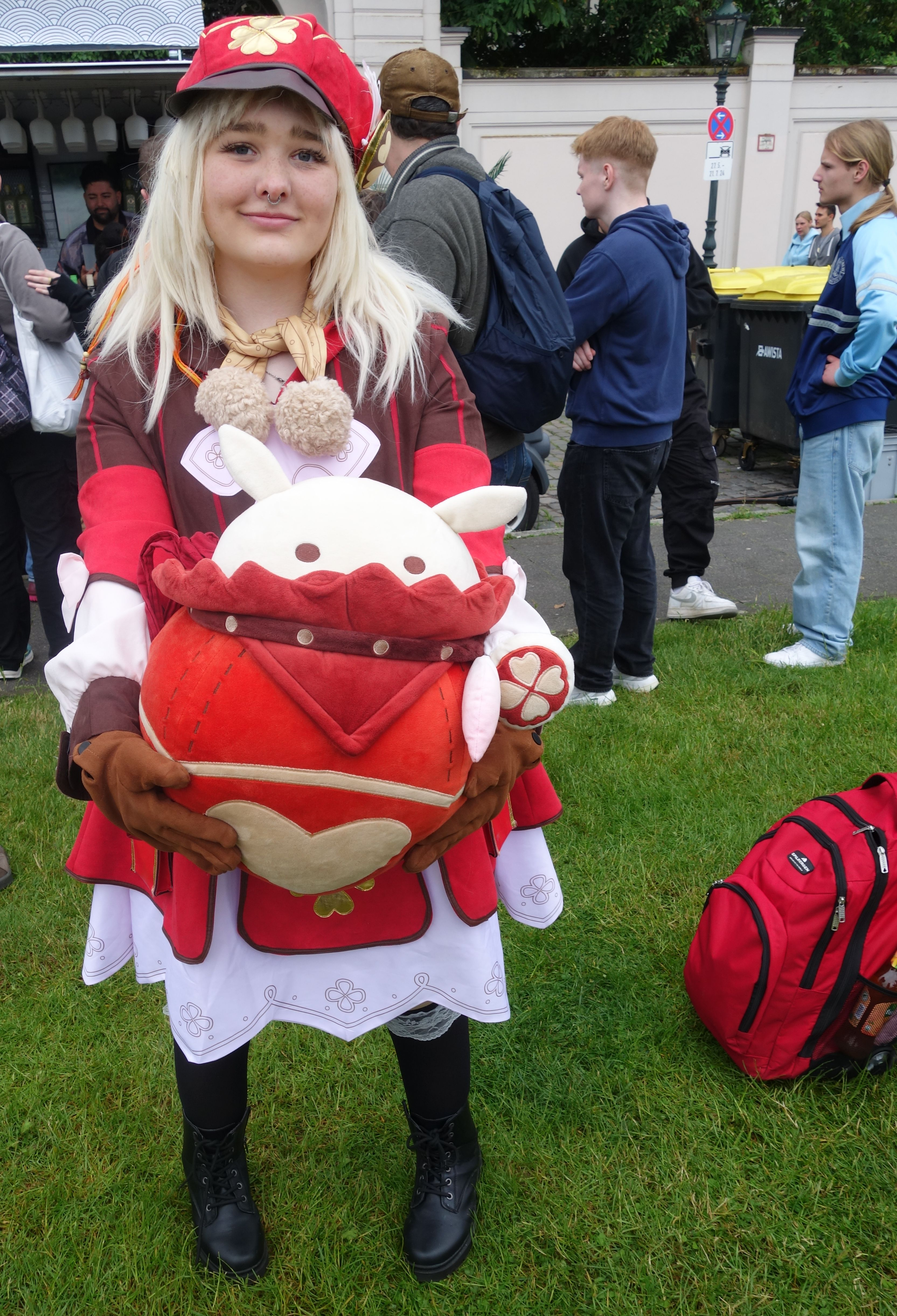
„Klee“ aus dem Rollenspiel „Genshin Impact“ (2024)

Auf der Rheinuferpromenade finden sich am Japan-Tag Cosplayer aus ganz Europa ein, deren Kostümierungen sich zu großen Teilen an Mangas orientieren. Der Sieger beim traditionellen Cosplay-Wettbewerb wird üblicherweise mit einem Flugticket nach Japan belohnt, gestiftet von der größten japanischen Fluggesellschaft. Obwohl es sich bei den Cosplayern eigentlich nur um Besucher handelt, werden sie als Darsteller doch selbst zu einem Programmpunkt, der das Erscheinungsbild des Japan-Tags maßgeblich prägt.
Das Finale wird am späten Abend durch einen Bon-Tanz eingeleitet, bei dem alle Besucher zur Teilnahme eingeladen sind und für den japanische Jacken (Happis) und japanische Fächer verteilt werden.
Wenn die Stände geschlossen sind und es anfängt zu dämmern, findet auf der Hauptbühne am Burgplatz ein mehrstündiges Konzert mit zwei Interpreten bzw. Gruppen statt. Zu Gast sind Vertreter der aktuellen japanischen Musikszene, die in Deutschland meist nur Spezialisten bekannt sind. So sorgten 2022 „Charan-Po-Rantan with Kankan Balkan“ für Begeisterungsstürme. 2023 traten die Gruppe Minichestra sowie die Singer-Songwriterin Nakamura Kaho auf.
Den traditionellen Abschluss des Festes bildet um 23:00 Uhr ein etwa halbstündiges Höhenfeuerwerk, das einem bestimmten Thema gewidmet ist (2023: „Die japanischen Jahreszeiten am Düsseldorfer Nachthimmel“). Die aus Japan eingeflogenen Feuerwerker verwenden keine Raketen, sondern schießen rund 1.300 handgefertigte Kugelbomben mit Mörsern in die Höhe. Durch die höhere Nutzlast der bis zu Volleyball-großen Geschosse sind Effekte möglich, die mit Raketen nicht – oder nicht in diesen Dimensionen – erzielt werden können.

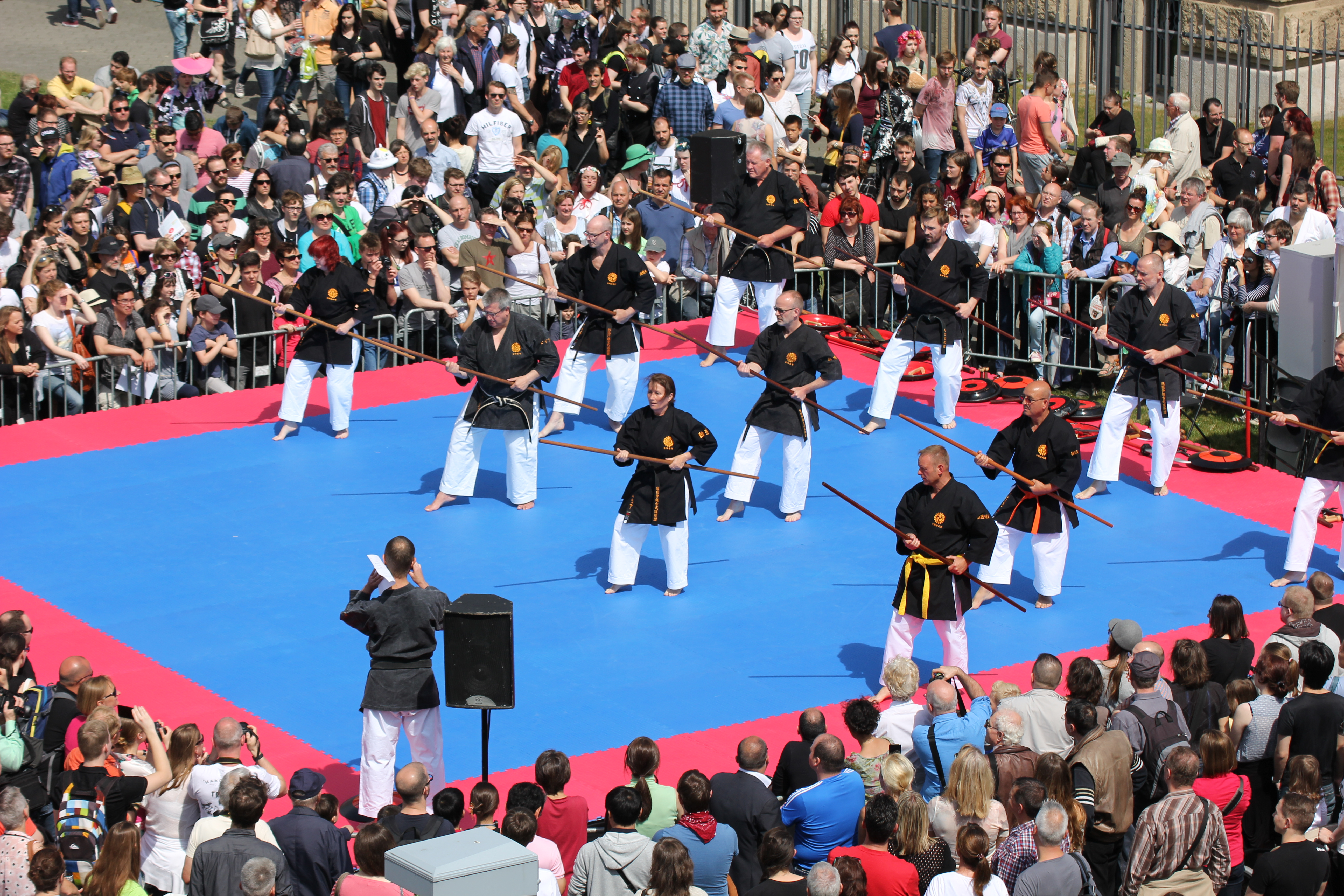
Kampfkunst-Darbietung (2016)
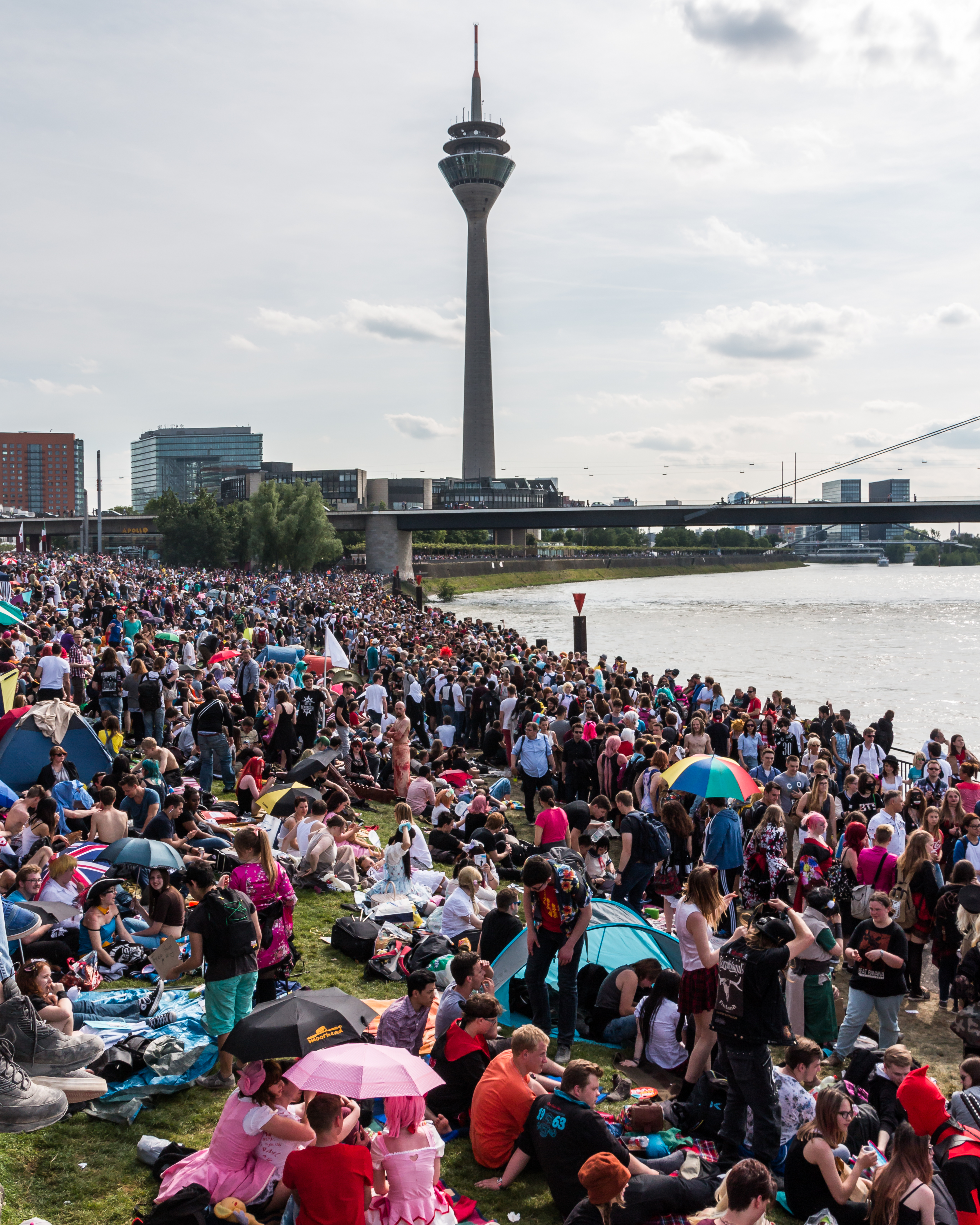
Rheinuferpromenade (2016)
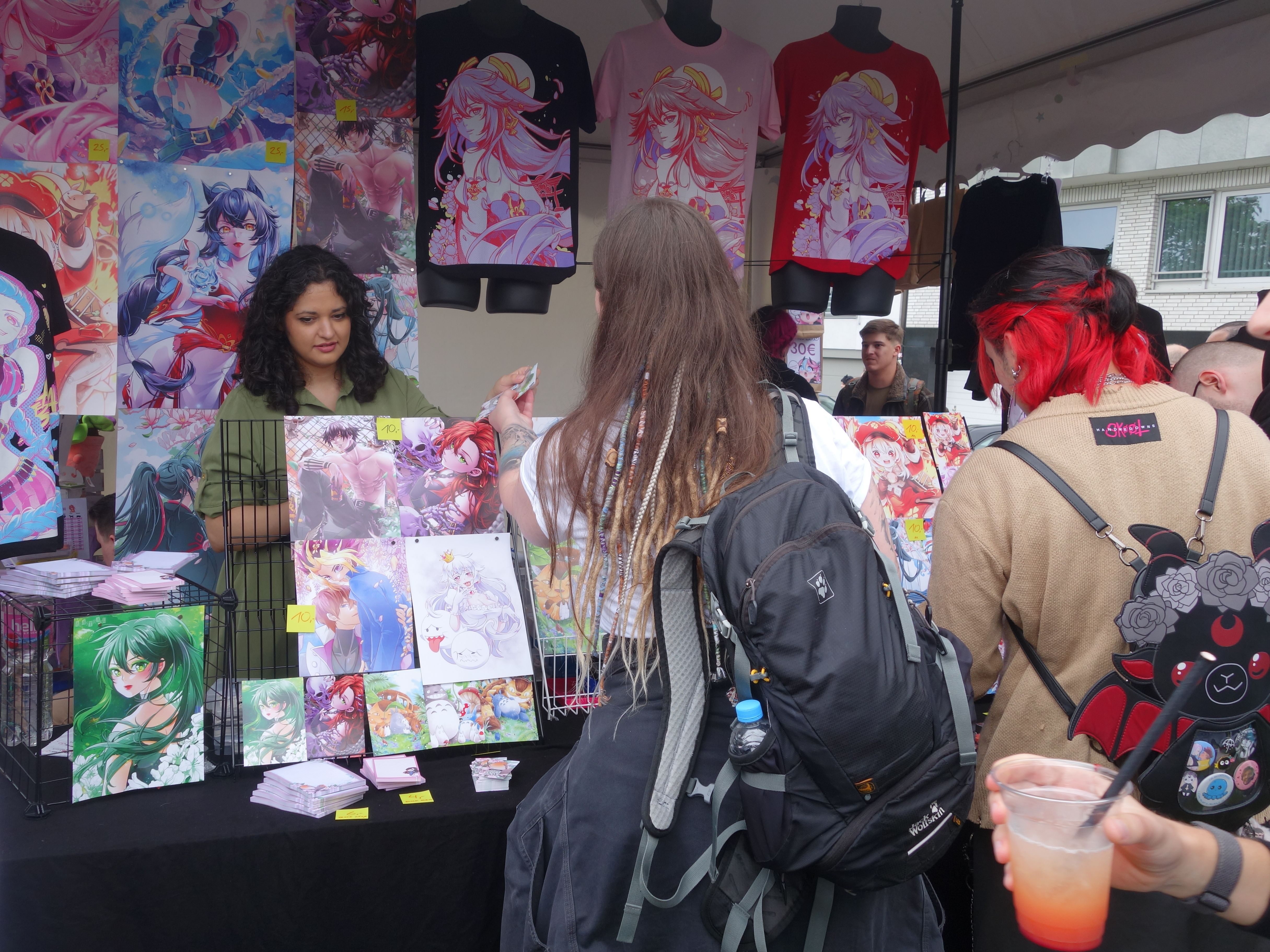
Verkaufsstand (2024)
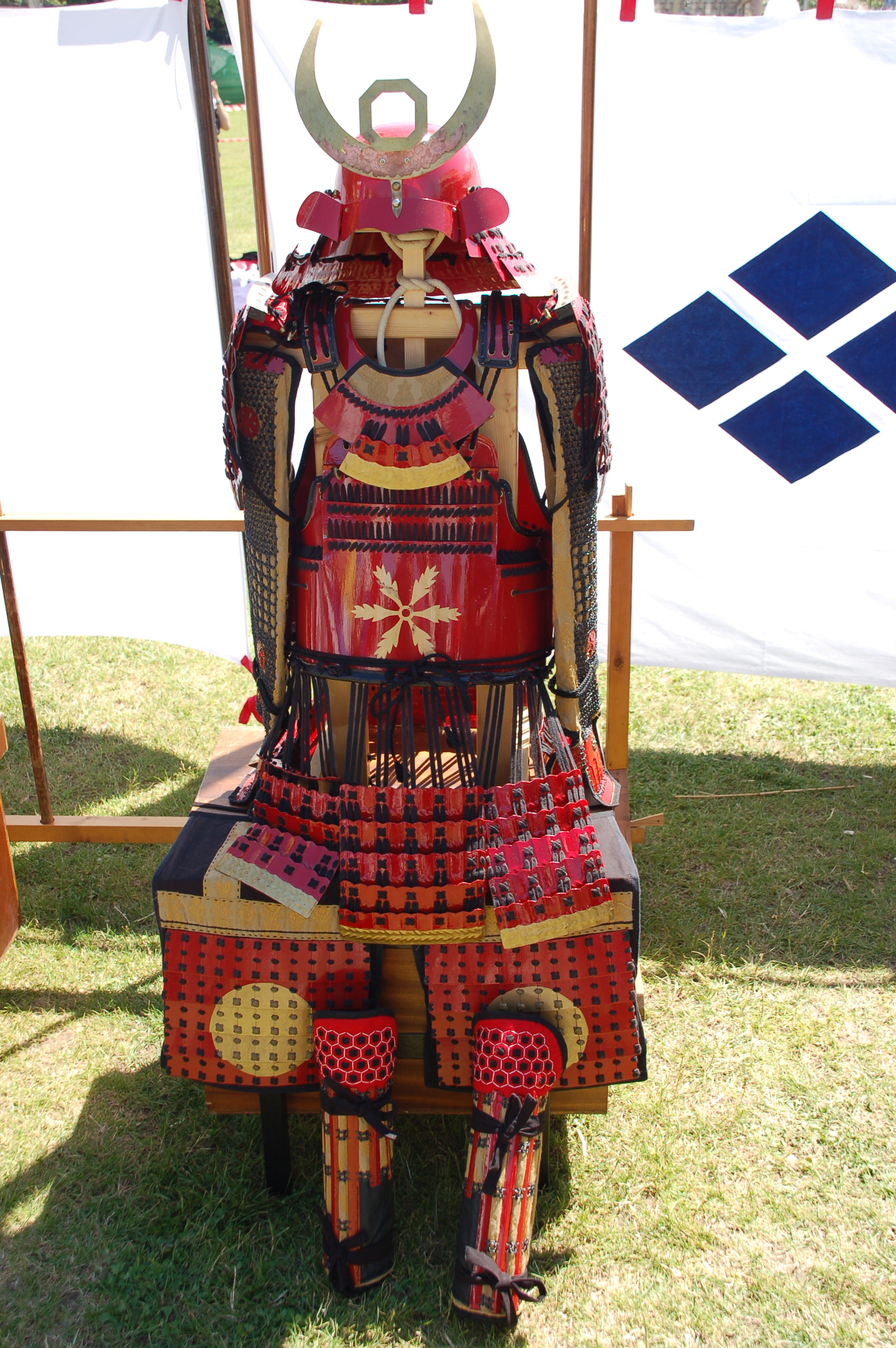
Samurai-Rüstung (2009)
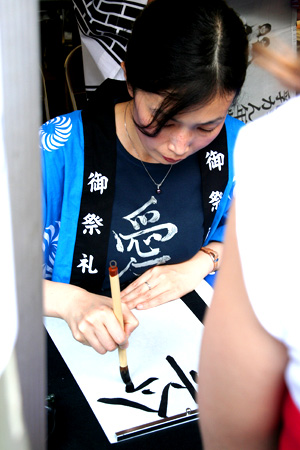
Shodō-Stand (2007)

## Kritik
Die durch den starken Andrang verursachten Probleme wurden 2016 thematisiert.